# Иаков (Гарматис)
Митрополи́т Иа́ков (греч. Μητροπολίτης Ιάκωβος, в миру Михаи́л Гарма́тис, греч. Μιχαήλ Γκαρμάτης; 4 апреля 1928, Афины — 2 июня 2017, Чикаго, Иллинойс, США) — епископ Константинопольского патриархата, митрополит Чикагский (в составе Американской архиепископии).

## Биография
Родился 4 апреля 1928 года в Афинах, во Второй Греческой Республике. Получил среднее образование в Афинах. Окончил богословскую школу Афинского университета.
16 марта 1952 года был рукоположен в сан диакона, а 14 февраля 1954 года рукоположён в сан пресвитера. Служил в Афинской архиепископии.
В 1954 году прибыл в США, где близ Бостона продолжил служение приходским священником, получил докторскую степень в Бостонском университете, а позднее преподавал в Бруклайнской богословской школе Святого Креста.
В феврале 1968 года назначен протосинкеллом Седьмого (Детройтского) округа.
25 декабря 1969 года состоялась его архиерейская хиротония в титулярного епископа Апамейского, викария Американской архиепископии, с назначением управляющим Детройским округом.
В 1971—1976 годы — директор Греческого училища и Богословской школы Святого Креста в Бруклайне.
В 1974—1978 годы являлся управляющим Третьим (Бостонским) архиепискописким округом.
После преобразования округов Американской архиепископии в епископии, 15 марта 1979 года избран епископом Чикагской епархии с оставлением титула епископа Апамейского. Настолован в Чикагском Благовещенском соборе архиепископом Американским Иаковом 1 мая того же года.
Участвовал в экуменическом движении, а также межправославной деятельности.
24 ноября 1997 года Священный Синод Константинопольской православной церкви возвёл епископа Иакова в достоинство митрополита Кринийского, с оставлением правящим архиереем (проэдром) Чикагской епархии.
20 декабря 2002 года, вместе с возведением епископий Американской архиепископии в ранг митрополий, их правящие архиереи стали митрополитами своих кафедр. С этого времени и до самой смерти 2 июня 2017 года Иаков являлся митрополитом Чикагским.
Со времени занятия кафедры, владыка Иаков предпринял ряд начинаний. Под его руководством Чикагская митрополия расширила попечение о нуждающихся, основала новые молодёжные программы и комиссии по межрелигиозному диалогу.
Скончался 2 июня 2017 года, после операции, в Weiss Memorial Hospital в Чикаго.